# Botolan
Botolan es un municipio filipino de primera categoría, situado en la parte sur de la isla de Luzón. Forma parte de la provincia de Zambales, situada en la región de Luzón Central.

## Historia
En sus playas se dieron tres combates entre los neerlandeses y las fuerzas españolas, durante la guerra de los Ochenta Años. Los tres terminaron con victoria española en 1610, 1617 y 1624.

## Geografía
Se trata del municipio que cuenta con una mayor extensión superficial de entre los comprendidos en esta provincia.
Su término linda al norte con el de los municipios de Iba, capital provincial, y la provincia de Tarlac, término de  San José; al sur y oeste con el de Cabangán; al sur con el de San Marcelino; al este con la provincia de Tarlac, municipios de Capas y de Bamban; al sureste con la provincia de La Pampanga, municipio de Porac; al oeste con el mar de la China Meridional y también con el municipio de San Felipe.

### Barangayes
El municipio  de Botolan se divide, a los efectos administrativos, en 31 barangayes o barrios, conforme a la siguiente relación:
| - Bancal - Bangan - Batonlapoc - Belbel - Beneg - Binuclutan - Burgos - Cabatuan | - Capayawan - Carael - Danacbunga - Maquisquis - Malomboy - Mambog - Moraza - Nacolcol | - Owaog-Nibloc - Paco (Población) - Palis - Panan - Parel - Paudpod - Poonbato - Porac | - San Isidro - San Juan - San Miguel - Santiago - Tampo (Población) - Taugtog - Villar |  |